# المغرب في مواجهة التحديات الخارجية 1851م - 1947م
المغرب في مواجهة التحديات الخارجية 1851م - 1947م هو كتاب لعلال الخديمي، صدر سنة 2006 عن دار النشر إفريقيا الشرق.
هو دراسة تاريخية تحليلية  تاريخ العلاقات الدولية للمغرب لما يقرب قرنا من الزمن يعبر عن المرحلة التي سبقت فرض الحماية الأجنبية على المغرب، وامتدت إلى ما بعد الحرب العالمية الثانية، وهي فترة تميزت بكثرة الضغوط الأجنبية العسكرية والاقتصادية والسياسية، التي ساهمت في إضعاف الدولة المغربية التقليدية وإرباك بنياتها. وقد ورد اسم الكتاب ضمن إصدارات تاريخية لسنتي 2006-2007 أعدها عبد الأحد السبتي

## نبذة عن الكتاب
يتناول الكتاب عدة دراسات تعرض أحداث ووقائع التدخلات الأوروبية في شؤون المغرب والمغاربة خلال القرن التاسع عشر وبداية القرن العشرين. ذلك أن الدول الأوربية مدفوعة بنواميس الاستعمار وحوافز الرأسمالية لم تدخر جهدا في تثبيت نظام من الامتيازات السياسية والاقتصادية والقضائية على حساب البلاد وسكانها.
وتشير مكتبة الدراسات الإفريقية إلى أن الكتاب هو دراسة تتناول موضوع استقرار الجاليات الاجنبية بالمغرب وإفشال المغرب لمحاولة فرض حماية مبكرة عليه سنة 1905، حيث لجأ السلطان إلى استدعاء مجلس الأعيان وجوانب من النضال الدبلوماسي، الذي قادته دار النيابة، والصراع الدولي حول المغرب قبيل الحرب العالمية الأولى.

## أهم محتويات الكتاب
- أثر الاستقرار الأجنبي بالدار البيضاء خلال القرن التاسع عشر
- مجلس الأعيان ومشروع "الإصلاحات" الفرنسية بالمغرب سنة 1905
- عبد الحكيم التونسي أو نموذج مغمور من التضامن بين المغاربة والتونسيين لمقاومة التدخل الاستعماري في بداية القرن العشرين
- جوانب من التاريخ الديبلوماسي للمغرب حلال القرن التاسع عشر، تطور وظيفة النائب السلطاني بطنجة 1951 - 1924
- احتلال وجدة
- الموقف الألماني من التدخل الفرنسي بالشاوية
- أزمة أكادير 1911 والعلاقات الألمانية الفرنسية المغربية
- فوائد احتلال الشاوية بالنسبة للاحتلال الفرنسي
- المغرب والدولة العثمانية في بداية القرن العشرين
- تأملات حول أهمية زيارة محمد الخامس لطنجة أبريل 1947 وعواقبها [1]

## الأثر
اعتبر عمر آفا كتاب المغرب في مواجهة التحديات الخارجية 1851–1947 لعلال الخديمي مساهمة نوعية في إعادة قراءة التاريخ الدبلوماسي المغربي. نوه بدقة التوثيق واعتماد الأرشيفات الأجنبية، وأشاد بمنهج المؤلف الذي جمع بين التحليل السياسي والبعد الثقافي، معتبراً أن الكتاب يقدّم فهماً تواصلياً للتاريخ، يتجاوز ثنائية المستعمر والمستعمَر. كما سجل بعض الملاحظات حول الحاجة إلى ربط تحليلي أوثق بين الفصول.

## اقتباس
عرف المغرب خلال القرن التاسع عشر وبداية القرن العشرين تدعلا سافرا في شؤونه الداخلية، فقد تمكنت الدول الأوربية خاصة من تثبيت نظام الامتيازاتبواسطة اتفاقيات ثنائية لا متكافئة، مع الدولة المغربية، وانطلاقا من هذه الاتفاقيات أصبح الأجانب في المغرب يشكلون جالية تتمتع بامتيازات سياسية واقتصادية وقضائية سخرتها للتغلل في معظم نواحي الحياة اليومية للشعب المغربي.  

إن جدلية العلاقات المغربية العثمانية، في الحقبة المعاصرة، انطلقت من فكرة الإصلاح وتطورت بعد ذلك لتستقر في ضرورة الاتحاد لمقاومة الغزو الأوروبي لبلاد الإسلام 